# 徳島県立海部病院
徳島県立海部病院（とくしまけんりつかいふびょういん）は、徳島県海部郡牟岐町にある病院。徳島県災害拠点病院、第二種感染症指定医療機関。
南海トラフ巨大地震時には津波で2階まで浸水する可能性があることから移転が検討され、新病院が2017年（平成29年）4月15日に約500メートル西にある標高15.6メートルの高台に完成。同年5月8日に開院。

## 歴史

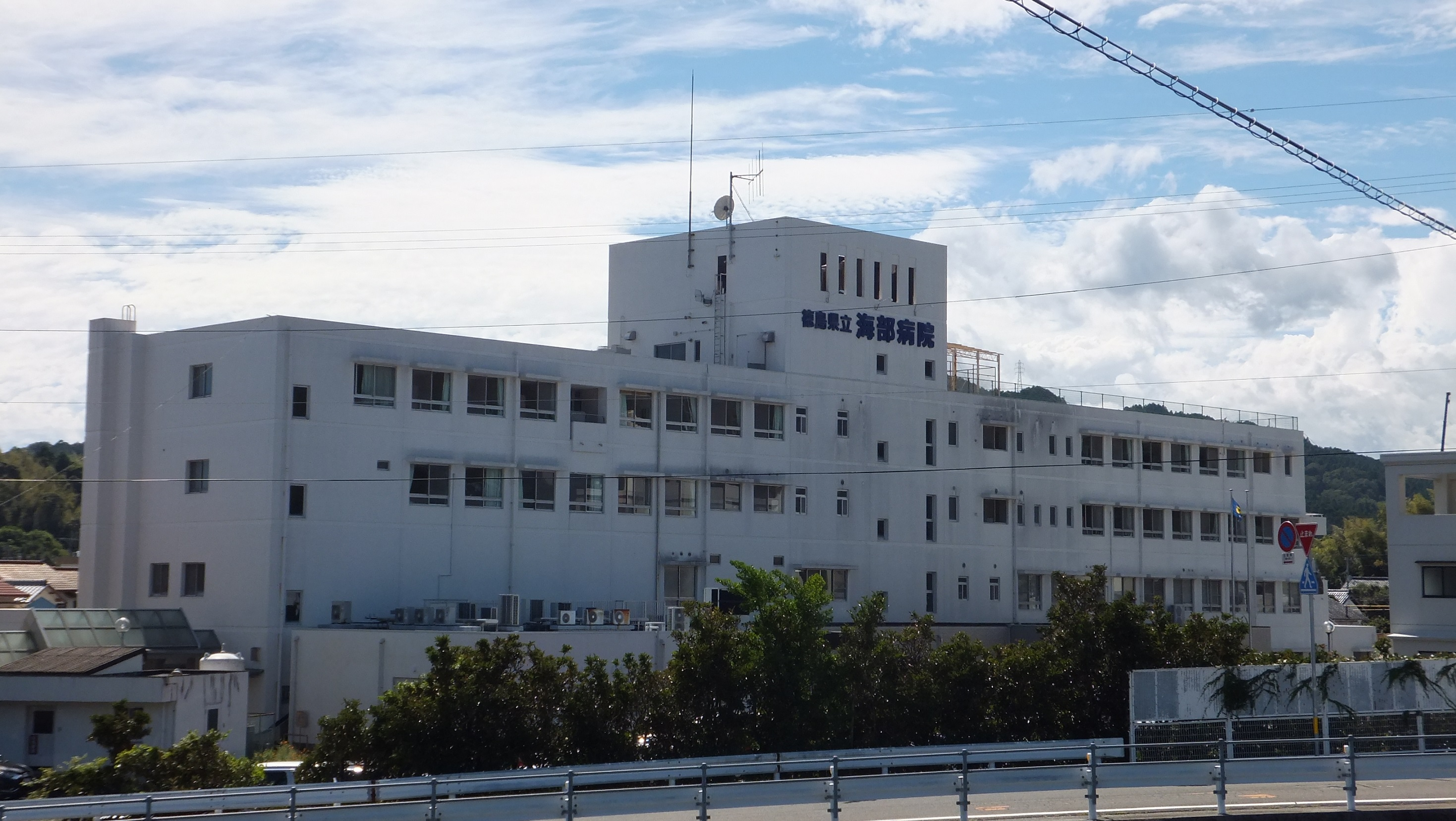
旧海部病院

- 1963年（昭和38年）4月1日 - 牟岐町国保直営海部中央病院を牟岐町から移譲され徳島県立海部病院として開設。当院を親病院として出羽島診療所を開設。
- 1964年（昭和39年）4月1日 - 徳島県立海部病院出羽島診療所が徳島県出羽島診療所として独立。
- 1984年（昭和59年）5月10日 - 新築落成式挙行。
- 1997年（平成9年） - 徳島県災害拠点病院に指定。
- 2017年（平成29年）
  - 4月15日 - 新病院が約500メートル西にある標高15.6メートルの高台に完成[1]。
  - 5月8日 - 新病院が開院[1]。
- 2023年（令和5年）
  - 5月2日 - 徳島県立中央病院と5Gによる遠隔診療のデモを実施[3]。

## 診療科
- 内科
- 小児科
- 外科
- 脳神経外科
- 整形外科
- 耳鼻咽喉科
- 産婦人科
- 放射線科

## 交通アクセス
- JR四国牟岐線牟岐駅下車、徒歩10分。
- 徳島バス南部海部病院停留所下車すぐ

## 旧海部病院
旧海部病院は牟岐町中村字本村75-1に所在。2020年4月1日より徳島バス南部牟岐営業所が旧営業所建物の老朽化に伴い、建物1階の一角に移転している。これにより牟岐営業所バス停及び徳島バスの高速バス牟岐バス停も移転している。
新病院完成後、徳島県病院局は旧病院建物の再利用策を検討していたが、2020年に新型コロナウイルス軽症者等の宿泊療養施設として整備することを決定した。財源は新型コロナ対策の地方創生臨時交付金で、改修費は8億5000万円。第1期改修工事が完成した後、同年12月24日に1階受付と4階の療養用個室の運用を開始し、2023年5月まで活用された。延べ2,735人の陽性者を受け入れたという。
2023年12月、徳島県は2025年4月開設が目標に旧病院を徳島県立海部高等学校の寮として再活用する方針を決定した。これは2020年に制定された「地域みらい留学」を契機に海部高校の入学者数が増えて既存の寮に入れない学生が出てきていることが背景にあり、2023年9月に海部群の3町長から県知事に要望書が提出されていた。